# Tuff-Tuff Tåget
Tuff-Tuff Tåget är en åkattraktion på Gröna Lund i Stockholm.
Barn under tre år måste åka i betalande vuxens sällskap. Barnet får inte sitta i någons knä.